# Endon Longsdon and Stanley

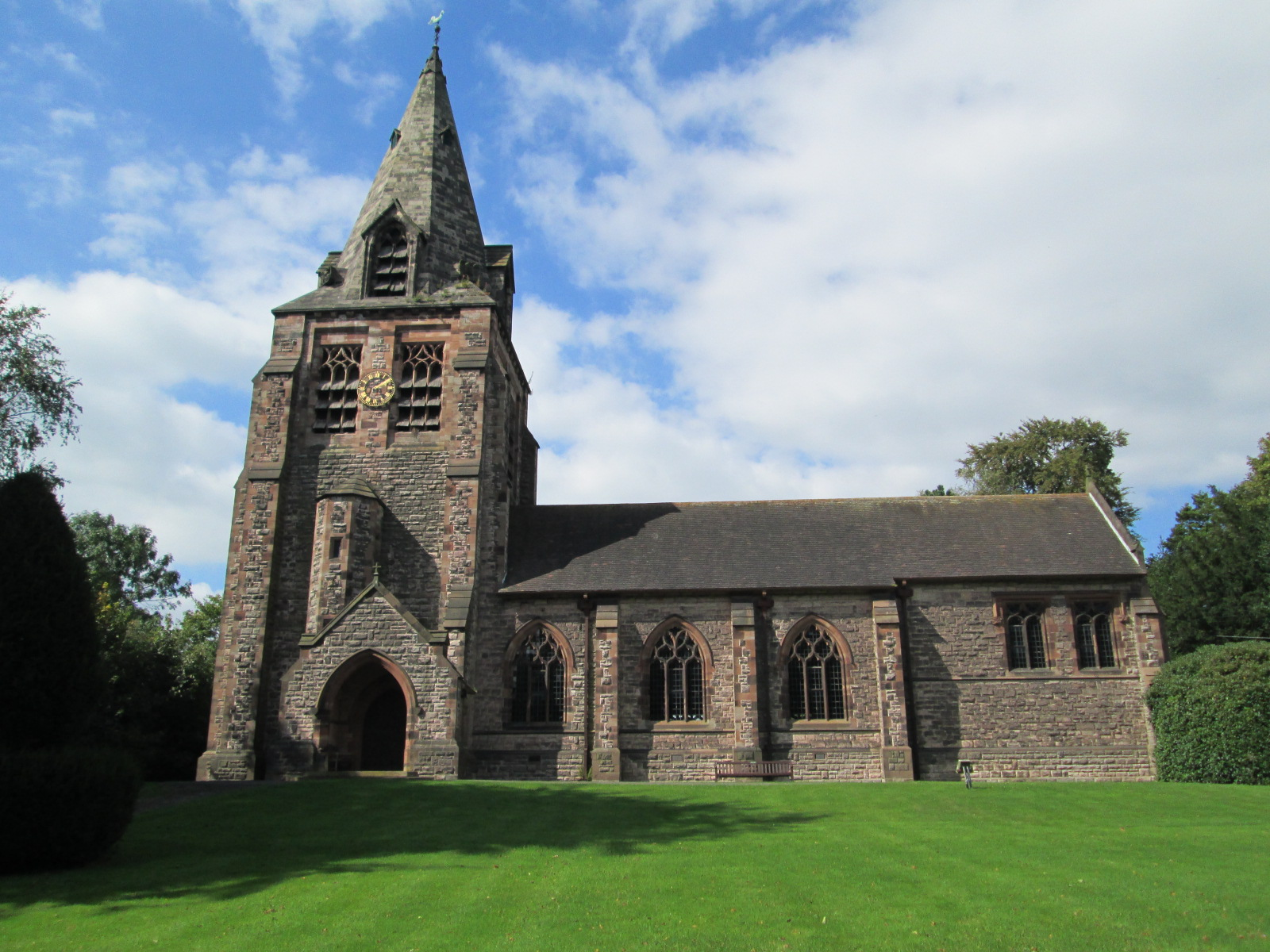
Longsdon

Endon Longsdon and Stanley var en civil parish 1866–1994 när det uppgick i Endon and Stanley och Longsdon, i grevskapet Staffordshire i England. Civil parish var belägen 10 km från Hanley och hade 1 759 invånare år 1891.